# سومان رانجاناثان
سومان رانجاناثان هي عارضة وممثلة هندية، ولدت في 26 يوليو 1973 في الهند. من الجوائز التي نالتها جائزة فيلم فير جنوب.

## جوائز
- جائزة فيلم فير جنوب

## وصلات خارجية
- سومان رانجاناثان على موقع IMDb (الإنجليزية)
- سومان رانجاناثان على موقع قاعدة بيانات الفيلم (الإنجليزية)